# 1702 en droit
Cet article présente les faits marquants de l'année 1702 en droit.

## Événements
- Les territoires des Coumans et les Iazyges (Iasses), établis entre le Danube et la Tisza au Moyen Âge, où ils se sont magyarisés, sont donnés en hypothèque aux chevaliers teutoniques et eux-mêmes transformés en serfs. Ils mènent pendant la première moitié du siècle une longue résistance pour reconquérir leur statut d'hommes libres, qu'ils retrouveront en 1745[1].

- 21 février : abolition du servage de la glèbe (vornedskab) au Danemark[2].

- 30 novembre : acte de constitution des confins de Slavonie (Slavonie militaire ou confins de la Save)[3]. La frontière militaire entre la Hongrie et l’Empire ottoman est déplacée plus au sud, le long de la Save.

## Naissances
- 27 juillet : Charles-Étienne Lepeletier de Beaupré, juriste français, conseiller puis maître des requêtes au Parlement, président du Grand Conseil († 17 avril 1785).
- Date précise inconnue : 
  - Jacques Juge de La Borie,  (1702-1779), juriste, avocat du roi au Présidial de Limoges, premier maire de Limoges († 1779).